# Camilla Rutherford
Pour les articles homonymes, voir Rutherford.
Ne doit pas être confondu avec Camille Rutherford.
Camilla Rutherford est une actrice et mannequin britannique, née en 20 septembre 1976.

## Filmographie sélective

### Cinéma
- 2001 : Gosford Park de Robert Altman : Isobel McCordle
- 2004 : Vanity Fair : La Foire aux vanités de Mira Nair : Lady Gaunt
- 2006 : Coups d'État de Robert Edwards : Tania
- 2007 : À bord du Darjeeling Limited de Wes Anderson : Alice
- 2013 : Le Cinquième Pouvoir de Bill Condon
- 2017 : Breathe d'Andy Serkis : Katherine Robertson
- 2017 : Phantom Thread de Paul Thomas Anderson : Johanna
- 2019 : Yesterday de Danny Boyle : Hilary

### Télévision
- 2007 : Rome : Jocasta (7 épisodes)
- 2014 : Fleming : L'Homme qui voulait être James Bond : Loelia Windsay, duchesse de Winchester (4 épisodes)

## Voix françaises
- Laura Blanc dans :
  - Gosford Park
- Carole Bianic dans 
  - Phantom Thread
- Nathalie Homs dans :
  - Fleming : L'Homme qui voulait être James Bond (série télévisée)